# ローレンス・ウェザビー
ローレンス・ウィンチェスター・ウェザビー（英: Lawrence Winchester Wetherby、1908年1月2日 - 1994年3月27日）は、アメリカ合衆国の政治家、弁護士。
1950年から1955年まで、第48代ケンタッキー州知事となり、20世紀生まれでは初の知事となった。ルイビル大学を卒業した後、ジェファーソン郡の司法の世界から頭角を現し、1947年にはケンタッキー州副知事に選ばれ、アール・C・クレメンツ知事の下で務めた。ウェザビーはケンタッキー州では初の「働く」副知事と呼ばれた。なぜなら、ケンタッキー州上院で副知事が果たすべき任務に加えて、クレメンツが州予算を策定したり南部知事会議に出席させたりと他の任務も担うよう要求したからだった。1950年、クレメンツはアメリカ合衆国上院議員になるために州知事を辞任し、ウェザビーは第48代州知事に昇格した。ジェファーソン郡は郡庁所在地のルイビルが州内最多の人口を抱える都市であるにも拘わらず、ウェザビーはジェファーソン郡生まれでは唯一の州知事である。
ウェザビーはケンタッキー州議会の特別会期を招集することで、州の歳入超過を教育予算に振り向け、州の給付金としたことで知事として称賛された。1951年、新たに州知事選挙の洗礼を受けて4年間任期に就任した。クレメンツ知事の時に始まった政策を継続し、その多くを拡張した。その中には道路建設の拡大や産業の多角化があった。1954年、アメリカ合衆国最高裁判所の「ブラウン対教育委員会裁判」判決による人種差別撤廃を肯定し、州内の学校で人種統合を進めるために人種に跨る監視委員会を指名した。1954年と1955年には南部知事会議の座長を務め、他の南部州知事にも人種統合を受け入れ実行するよう奨励した。
ウェザビーは知事の任期が明けるときに後継者としてバート・コームズを支持したが、元知事でウェザビーやクレメンツの党内派閥に対抗する派閥の領袖A・B・"ハッピー"・チャンドラーにコームズは屈した。1956年、ウェザビーがアルバン・W・バークリーの跡を継いでアメリカ合衆国上院議員になろうとした時もチャンドラーはウェザビーを支持せず、そのために共和党のジョン・シャーマン・クーパーに議席を奪われた。1964年から1966年、ウェザビーは州憲法を改定する委員会に務め、1966年にはケンタッキー州上院議員に選ばれ、州予算策定にかなりの指導力を発揮した。この後ウェザビーは政界から引退し、ブライトン・エンジニアリングの相談役を務めた。ウェザビーは腰を痛めたことからの合併症で1994年3月27日に死に、フランクフォート市のフランクフォート墓地に埋葬された。

## 初期の経歴
ローレンス・ウェザビーは1908年1月2日に、ケンタッキー州ミドルタウンで生まれた。父はサミュエル・デイビス・ウェザビー、母はファニー（旧姓イェノワイン）であり、その4番目の子供だった。祖父は南北戦争のときに北軍の軍医だった。父も医者であり農園主だった。ウェザビーも子供の時に一族の農園で働いた。
アンカレッジ高校を卒業した後、ルイビル大学の法学予科に入学した。1927年と1928年にはルイビル大学・フットボールチームの優秀選手に選ばれた。1928年と1929年には野球チームの二塁手を務めており、1929年の優秀選手になった。後にはルイビル大学のスポーツの殿堂に入れられた。1929年法学士号を得て、ヘンリー・ティルフォード判事のもとで働くようなった。この2人は1950年まで共同事業を続けた。1930年4月24日、ウェザビーはヘレン・ドワイアーと結婚した。この夫妻には３人の子供が生まれた。
ウェザビーは父の影響力もあり、若い時から地方政界で政治に興味を持つようになった。教育委員に指名されることが魅力となり、すぐにローレンス郡民主党を率いたルランド・テイラーやベン・ユーイングの派に入った。1933年にユーイングが郡判事に選出されると、ウェザビーをジェファーソン郡少年裁判所の非常勤検事に指名した。ウェザビーは1937年までこの職にあり、その後も1942年と1943年にも務めた。1943年3月、少年裁判所初の審理コミッショナーに指名された。

## 副知事
1943年にはまた、第34民主党地区委員会の議長に選ばれ、1956年まで続けた。1947年3月、副知事選挙に出馬するために、少年裁判所審理コミッショナーを辞任した。民主党予備選挙で4人いた副知事候補の中で最強の者は、ビル・メイであり、アメリカ合衆国下院議員アンドリュー・J・メイの甥だった。メイは知事候補者である。アール・C・クレメンツの支持を求めたが、おそらく下院議員のメイがクレメンツの政敵であるジョン・Y・ブラウン・シニアの同盟者だったので、メイの肩を持たなかった。ウェザビーもクレメンツの公的お墨付きを得られなかったが、予備選挙で勝利し、本選挙でも共和党候補のオービル・M・ハワードを95,000以上の票差で破って当選した。
クレメンツは予備選挙でウェザビーを支持しなかったものの、この2人は概してその立法政策で協調し、協業を進めた。ある傍観者に言わせれば、ウェザビーはケンタッキー州で初の「働く」副知事だった。それまでの副知事はケンタッキー州上院の宰領を執るという憲法上の義務以外は、あまり仕事をしなかったが、クレメンツの政権でウェザビーは予算案の策定を行い、議会調査委員会を主宰し、州商工会議所のツアーを主導し、南部知事会議に出席するなどの任務を与えられた。クレメンツはまたウェザビーは州民主党中央委員会の執行役員にして、多くの重要な政治家と接触させた。

## ケンタッキー州知事
1950年11月27日、クレメンツがアメリカ合衆国上院議員に就任するために知事を辞任し、ウェザビーが州知事に昇格した。知事として最初の行動の１つは、1,000万ドルに上る歳入超過を割り付けて消化するために、1951年3月6日に議会特別会期を招集したことだった。この特別会期で承認された予算の使途には、教員の給与を上げること、必要とされることや州政府職員の給付金に当てることがあった。この特別会期の結果としてウェザビーの人気が上がり、1951年に死去したバージル・チャップマンのアメリカ合衆国上院議員の議席を求めて出馬するか真剣に検討した。ウェザビーはクレメンツやその他民主党の指導者層と相談し、州知事として新たな4年間の任期を求めて選挙に出ることに決めた。

### 1951年選挙
民主党知事候補者の指名を求めて数人が検討されており、その中には元州知事のA・B・"ハッピー"・チャンドラーがおり、ちょうどメジャーリーグベースボールのコミッショナーを辞めるときだった。チャンドラーが候補者になる可能性があることで、民主党のクレメンツの派閥も行動することになった。チャンドラーとクレメンツは互いに相容れぬ政敵であり、クレメンツの派閥はウェザビーで纏まり、チャンドラーが再度指名を得るのを阻止する動機があった。最終的にチャンドラーはクレメンツがウェザビーをコントロールしていると示唆しながらも、出馬しなかった。チャンドラーは1951年5月15日にウェザビーを支持した。ウェザビーは1951年の民主党予備選挙でハウェル・ビンセントとジェシー・セシルを難なく破った。ケンタッキー州の予備選挙ではかつてない再大多数票を得た。
本選挙では共和党公認でケンタッキー州控訴裁判所判事のユージーン・シラーと対戦した。シラーは原理主義キリスト教徒であり、州政府は腐敗に満ちているので、自分だけがそれを止めさせることができると主張した。シラーは北ケンタッキー州のギャンブルを取り上げて、州都フランクフォートを「ケンタッキー川に沿った我々のニネベと呼び、クレメンツとウェザビーの閣僚に対して収賄の告発を行い、ケンタッキー大学バスケットボール・チームを巻き込むスキャンダルになった。
ウェザビーはシラーからの収賄の告発に応えて、収賄で告発された役人の1人を罷免した。キャンベル郡やヘンダーソン郡での組織犯罪に対応するために、新たに編成したケンタッキー州警察を配置した。さらに犯罪を撲滅するために、賭け事を認める施設のアルコール販売免許を取り消す法を支持した。シラーは禁酒法を支持し、反カトリックの姿勢であり、州内田園部では支持されたが、成長する都市部の票には結びつかなかった。投票ではウェザビー346,345票、シラー288,014票となり、ウェザビーが当選した。

### ウェザビー政権
ウェザビーの任期初期に、州財政朝鮮戦争の影響を受けて膨れ上がった。州の財政では出来高払いを採用してきており、戦後はさらに歳入を上げることを強いられた。ウェザビーは紙巻きたばこ、アルコール飲料、さらにパリミュチュエル方式の賭け事など罪悪税を課することで対応した。しかし、消費税を課することについては議会を説得できなかった。
ウェザビーの親しい家族の構成員３人が州道の交通事故で死亡したので、ウェザビーにとって道路の改良が優先事項になった。クレメンツ政権のときに成立したガソリン税増税、ガロンあたり2セントを使い、ウェザビーの任期中に6,000マイル (10,000 km) 近い道路の建設、再建、再舗装を行わせた。この中でも重要な場所は、州では初の有料道路であるケンタッキー・ターンパイクであり、ルイビルとエリザベスタウンを繋いだ。ウェザビーは時の大統領ドワイト・D・アイゼンハワーに五大湖とメキシコ湾を結ぶ有料道路の建設を推奨した。他の政治指導者がウェザビーに同調し、以前から論じられていた州間高速道路体系の建設についてアイゼンハワーを説得した。改良された道路が観光客を増加させ、それで州立公園体系の予算を増やし、ケンタッキー州とバージニア州が共同で保有するブレイクス州間公園を追加することができた。ウェザビーは州内で個人的なスポーツ遠征を行うことで、狩猟と釣りの好適地としてのケンタッキー州を全国に印象づけた。
ウェザビーは、まだ農業が主流の州経済を多様化する試みも行った。農業工業開発委員会を拡大し、工業用適地として特定するために土地の測量を実行させた。州内で近代的空港の開発を奨励し、ビッグサンディ川の運河建設や、ケンタッキー川の閘門とダムの改良を奨励した。州の商工会議所が行うツアーを自ら先導することも続けた。その任期中に州内に誘致された企業には、ルイビルのゼネラル・エレクトリック・アプライアンス・パーク、パデューカのパデューカ・ガシアス・ディフュージョン・プラントがあった。1954年、西部炭田のセントラルシティなど各地で起こった労働者の争議については、州警察を送って鎮めた。しかし、工業界の手先にはならなかった。露天掘りを規制する最初の州法を成立させ、1954年には労働権法を廃案にした。
ウェザビーは農業の必要性を無視したわけではなかった。その緑の牧草計画の下では、栽培穀物の多様化、牛肉生産の改善、土壌保全の奨励を行う法が成立した。ソルト川、リッキング川、ケンタッキー川流域には国の洪水制御計画を適用させ、貴重な農地を守った。1952年、州の農業官僚の仕事を統合する農業委員会を編成した。ルイビルでクレメンツ政権で始まっていた州の催事グランド建設を完工まで監督し、州の農業の豊かさをうまく見せるようにした。
教育分野の改良はウェザビー知事としての任期で特筆ものだった。その政権運営の中で、教育費予算を年間2,000万ドル増加させた。教育用テレビネットワークの創設を要求し、州初の移動図書館計画に予算をつけた。1954年、最小基金計画を支持し、生徒数ではなく必要性に応じて教育学区に予算を割り当てることを認める憲法改正を進めた。
I
1954年と1955年、ウェザビーは南部知事会議の議長を務め、アメリカ合衆国最高裁判所の「ブラウン対教育委員会裁判」判決で出された、学校の人種統合命令を平和的に実行することを奨励した。人種統合に反対する声明への署名を拒否した南部の州知事5人の1人となった。ケンタッキー州では、公立学校の人種統合を監督させるために白人と黒人双方による諮問委員会を指名し、ほかの州に比べて、それほどの険悪さを生まずに実施させた。人種統合は、ウェザビーと副知事の"ドク”・ビーチャムの意見が合わなかった問題だった。しかしビーチャムはウェザビーの跡を受けて州知事になる望みがあったので、公然とウェザビーの行動に反対することはなかった。
ウェザビーの知事としての業績には他に、精神医療局の創設、州内全体に置かれた15の総合病院と30の健康センターの建設があった。1952年、非行少年に対する管理を行う中央機関として青年局を創設した。新しい州立刑務所を建設し、執行猶予と仮釈放の制度を近代化し、大陪審や陪審員を選ぶ仕組みをより秩序だったものにした。また選挙民が望む地域には選挙マシンを購入する予算を確保するなど選挙制度の改革も監督した。行政改革の分野ではそれほど成功しなかった。州憲法を改訂して、州知事が連続して任期を務められるようにしようとしたが、失敗した。州内の郡のいくつかを統合させることに、支持を得られなかった。1955年、州民は18歳以上の普通選挙を認める憲法改定を承認したが、これにウェザビーは反対していた。

## その後の生活
クレメンツもウェザビーも次の知事としてバート・コームズを支持した。ウェザビーは1951年にコームズをケンタッキー州控訴裁判所判事に指名し、ロイ・ヘルム判事の死去による穴を埋めていた。クレメンツの仇敵ハッピー・チャンドラーが予備選挙でコームズに対抗して出馬し、コームズをクレメンツとウェザビーを嘲笑的に呼んだあだ名である「クレメンタイン」と「ウェザーバイン」の傀儡と批判した。実際にチャンドラーは選挙戦をコームズに対してではなく、クレメンツとウェザビーを対象にして仕掛けていた。クレメンツとウェザビーの政権で金の遣い過ぎを告発した。チャンドラーの言に依れば、クレメンツは自分の事務所に2万ドルの絨毯を購入しており、ウェザビーはアフリカ産マホガニー材で事務所の壁を貼らせた。チャンドラーは当選すれば、事務所には「良き正直なケンタッキー州の木材」を使用し、全州民を議事堂に招待して2万ドルの絨毯の上を歩かせると約束した。最終的に納品書を調べれば、2万ドルの絨毯をクレメンツが購入した事実は無く、ウェザビーの壁材も地元の業者から購入し、貼らせていた。チャンドラーの告発が不正確なものだったが、効果はあった。チャンドラーが予備選挙でコームズを破り、本選挙でも当選した。
ウェザビーは知事の任期が明けた後に、自営の法律実務を再開した。1956年、アメリカ合衆国上院議員アルバン・W・バークリーが心臓発作で急死した。これによりケンタッキー州は２人の上院議員を同時に選ぶ必要が生じた。クレメンツの任期があけ、バークリーの議席が空席ということだった。アイゼンハワー大統領は元上院議員でインド大使のジョン・シャーマン・クーパーを説得して共和党の候補者とさせ、州内でのクーパーの大きな人気がアイゼンハワー自身の再選に効果をもたらすことを期待した。バークリーの死は民主党が予備選挙を終えた後のことであり、候補者の選定に選挙を使えない時期だった。民主党州委員会が、州知事の人気を終えてからまだ半年だったウェザビーを選定した。
ウェザビーもクレメンツもチャンドラー知事からの支持を得られなかった。さらに加えてアメリカ合衆国上院院内総務リンドン・B・ジョンソンが選挙戦中に心臓発作を起こし、院内総務補だったクレメンツが院内総務の仕事を引き継いで多忙となり、選挙戦がおろそかになった。クレメンツが州内にいる時は、自分にとって元副知事だったウェザビーのために選挙運動を行った。100万票以上が投じられた選挙で、クーパーは65,000票差でウェザビーを破り、クレメンツは7,000票差でサーストン・バラード・モートンに敗れた。クレメンツにとっては30年ぶりに選挙で敗れることになり、ケンタッキー州民主党にとっては16年振りに再度上院議員のいない時期を経験することになった。
この落選に続いてウェザビーはフランクリン郡に移転し、昔の政敵であるビル・メイからの支援でブライトン・エンジニアリングの役職に就いた。1964年から1966年、ケンタッキー州憲法を改定する会議の代議員になった。1965年、ケンタッキー州上院議員選挙に出馬して、メイの支持を得た。ウェザビーはチャンドラーお気に入りの候補者を破ってこれに当選し、1966年から1968年まで上院議長代行に選ばれていた。その采配は大変効果的だったので、1966年度州予算は僅か10日間議論され、31対5の票決で、ほとんど提出されたままの案が通った。
ウェザビーは州上院での任務を終えた後、ブライトン・エンジニアリングに戻り、最後は副社長にもなった。ウェザビーは腰を痛めた後の合併症が原因で1994年3月27日に死去した。フランクフォート墓地に埋葬されている。西ケンタッキー大学管理棟と、モアヘッド州立大学体育館はウェザビーの栄誉を称えて名付けられている。

## 関連図書
- Hardin, John A. (1997). Fifty years of segregation: Black higher education in Kentucky, 1904–1954. The University Press of Kentucky. ISBN 0-8131-2024-1 2009年11月3日閲覧。

| 公職                       | 公職                                    | 公職                                |
| -------------------------- | --------------------------------------- | ----------------------------------- |
| 先代 アール・C・クレメンツ | ケンタッキー州知事 1950年-1955年        | 次代 A・B・"ハッピー"・チャンドラー |
| 先代 ケネス・H・タグル     | ケンタッキー副州知事 1947年-1950年      | 次代 エマーソン・ビーチャム         |
| 党職                       |                                         |                                     |
| 先代 アール・C・クレメンツ | ケンタッキー州知事民主党指名候補 1951年 | 次代 A・B・"ハッピー"・チャンドラー |